# Isoperla
Genre
Isoperla est un genre d'insectes plécoptères de la famille des Perlodidae.
Les larves aquatiques vivent dans des eaux de bonne qualité (oxygénation, absence de pollutions) des ruisseaux et rivières.
Ce genre comprend de nombreuses espèces notamment en Europe.